# みどり市
みどり市（みどりし）は、群馬県東部（東毛地域）に位置する市。2006年（平成18年）3月27日に、新田郡笠懸町、山田郡大間々町、勢多郡東村の2町1村が合併し発足。

## 概要
2006年（平成18年）3月27日に群馬県新田郡笠懸町、山田郡大間々町、勢多郡東村が合併し、群馬県12番目の市として誕生した。群馬県内に市が誕生するのは1958年（昭和33年）の安中市以来48年ぶりで、平成の大合併において群馬県で新たに誕生した唯一の市である。群馬県初のひらがな名の市である。
合併した3つの自治体がすべて別の郡に所属していたという珍しい合併例で、この合併により新田郡と山田郡は消滅した（のち2009年に勢多郡も消滅）。

## 地理
南北に長い市域をしており、東西を桐生市に挟まれている。笠懸地区（旧笠懸町）・大間々地区（旧大間々町）・東地区（旧東村）の各接点部分が著しくくびれている。桐生広域圏の合併枠組みを巡る混乱の末、大間々町の西隣の旧新里村、大間々町と東村の間にあった旧黒保根村が桐生市との合併を選択し、桐生市の間に挟まれた3町村が「みどり市」としての合併を選択したため、このような変則的な行政区域となった。桐生市への通勤率は22.69%（平成27年国勢調査）で、同一生活圏にあり、経済面・行政面でも関係が深い。
このような構成になった理由として、旧笠懸町・旧大間々町・旧藪塚本町で構成されていた旧阿左美水園競艇組合（現みどり市・太田市）が「桐生競艇」の主催組合であったのに対し、桐生市は桐生競艇の主催から撤退していたことが挙げられる。
笠懸地区と大間々地区は道路では結ばれているが、鉄道で移動する場合には桐生市を経由しなければならない。また、大間々地区と東地区は渡良瀬川沿いにあり、わたらせ渓谷線、国道122号で結ばれているが、これも間に桐生市黒保根地区を挟んでいる。もともと旧大間々町と旧東村の町村境界は接しているが、その境界線は山地で、道路も林道（林道小平座間線）1本でしか通じていない。車両でも通行可能な程度には整備されているが、利用される頻度は低い。

## 地域

### 東地区（旧勢多郡東村）
- 東町荻原（あずまちょう・おぎわら）
- 東町草木（あずまちょう・くさぎ）
- 東町小中（あずまちょう・こなか）
- 東町神戸（あずまちょう・ごうど）
- 東町小夜戸（あずまちょう・さやど）
- 東町座間（あずまちょう・ざま）
- 東町沢入（あずまちょう・そうり）
- 東町花輪（あずまちょう・はなわ）

### 大間々地区（旧山田郡大間々町）
- 大間々町浅原（おおままちょう・あさばら）
- 大間々町大間々（おおままちょう・おおまま）
- 大間々町小平（おおままちょう・おだいら）
- 大間々町上神梅（おおままちょう・かみかんばい）
- 大間々町桐原（おおままちょう・きりばら）
- 大間々町塩原（おおままちょう・しおばら）
- 大間々町下神梅（おおままちょう・しもかんばい）
- 大間々町高津戸（おおままちょう・たかつど）
- 大間々町長尾根（おおままちょう・ながおね）

### 笠懸地区（旧新田郡笠懸町)
- 笠懸町阿左美（かさかけちょう・あざみ）
- 笠懸町久宮（かさかけちょう・くぐう）
- 笠懸町西鹿田（かさかけちょう・さいしかだ）
- 笠懸町鹿（かさかけちょう・しか）

### 隣接自治体
- 群馬県
  - 桐生市
  - 伊勢崎市
  - 太田市
  - 沼田市
- 栃木県
  - 佐野市
  - 鹿沼市
  - 日光市

### 人口
| |                                          |  |
| みどり市と全国の年齢別人口分布（2005年） | みどり市の年齢・男女別人口分布（2005年） |  |
| ■紫色 ― みどり市 ■緑色 ― 日本全国 | ■青色 ― 男性 ■赤色 ― 女性                |  |
| みどり市（に相当する地域）の人口の推移 \| 1970年（昭和45年） \| 34,969人 \| \| \| 1975年（昭和50年） \| 40,061人 \| \| \| 1980年（昭和55年） \| 44,064人 \| \| \| 1985年（昭和60年） \| 46,743人 \| \| \| 1990年（平成2年） \| 49,502人 \| \| \| 1995年（平成7年） \| 50,983人 \| \| \| 2000年（平成12年） \| 51,266人 \| \| \| 2005年（平成17年） \| 52,115人 \| \| \| 2010年（平成22年） \| 51,899人 \| \| \| 2015年（平成27年） \| 50,906人 \| \| \| 2020年（令和2年） \| 49,648人 \| \| |                                          |  |
| 総務省統計局 国勢調査より |                                          |  |
| 1970年（昭和45年） | 34,969人                                 |  |
| 1975年（昭和50年） | 40,061人                                 |  |
| 1980年（昭和55年） | 44,064人                                 |  |
| 1985年（昭和60年） | 46,743人                                 |  |
| 1990年（平成2年） | 49,502人                                 |  |
| 1995年（平成7年） | 50,983人                                 |  |
| 2000年（平成12年） | 51,266人                                 |  |
| 2005年（平成17年） | 52,115人                                 |  |
| 2010年（平成22年） | 51,899人                                 |  |
| 2015年（平成27年） | 50,906人                                 |  |
| 2020年（令和2年） | 49,648人                                 |  |

## 市名
笠懸町・大間々町・東村合併協議会での市名の選定理由は以下の3点。
- みどり豊かな自然のあふれる、美しい街並みの市にしてもらいたい。
- 自然を大切にし、自然と共に栄えていくように。
- 明るく平和で清々しく、安心して生活でき、癒しのあるイメージ。

笠懸町・大間々町・東村合併協議会では市名の選定基準を以下の通りとした。
- 3町村が地理的にイメージできる名称。
- 3町村の歴史･文化･特徴等を表する名称。
- 3町村の住民の理想･願いを表する名称。
- 3町村の地域を対外的にアピールできる名称。
- 3町村の地域住民の一体性を醸成しやすい名称。
- その他新市にふさわしい名称。

市名候補は「みどり市」を含む5候補が絞り込まれた（五十音順。右に選定理由）。
- あかがね市（あかがねし） : 江戸時代から銅を運んだあかがね街道が3町村を通っている。
- 赤城市（あかぎし） : 有名な赤城山の麓に位置しているから。
- あかぎ市（あかぎし） : 同上。
- みどり市（みどりし） : 緑があふれる市でいてもらいたい。
- わたらせ市（わたらせし） : 3町村に相応しく渡良瀬川の知名度もあり親しみやすい。

その他の候補
- 岩宿市（いわじゅくし） : 岩宿遺跡から。
- 三郡市（みつごおりし） : 3町村がそれぞれ勢多、山田、新田の3郡に属することから。

## 歴史

### 沿革
- 1889年（明治22年）4月1日 町村制施行に伴い、山田郡において大間々村と桐原村が合併して大間々町が、浅原村・塩原村・小平村・長尾根村が合併して福岡村が、高津戸村・須永村・山田村・東小倉村・西小倉村が合併して川内村が、南勢多郡において上神梅村・下神梅村・塩沢村・水沼村・宿廻村・八木原村・上田沢村・下田沢村が合併して黒保根村が、花輪村・荻原村・小夜戸村・小中村・神戸村・座間村・草木村・沢入村が合併し東村が、新田郡において阿左美村・鹿村・久宮村・西鹿田村が合併して笠懸村が誕生。
- 1896年（明治29年）4月1日 南勢多郡と東群馬郡が合併して勢多郡が発足。
- 1954年（昭和29年）10月1日 福岡村、川内村大字高津戸の一部が大間々町に編入。
- 1958年（昭和33年）2月1日 大間々町が勢多郡黒保根村大字上神梅・下神梅・塩沢を編入。
- 1990年（平成2年）4月1日 笠懸村が町制施行し、笠懸町となる。
- 2006年（平成18年）3月27日 新田郡笠懸町、山田郡大間々町、勢多郡東村が合併しみどり市となる。同時に、新田郡及び山田郡が消滅する。
- 2022年（令和4年）4月1日 旧東村地域に引き続き、旧大間々町地域が新たに過疎地域に指定された。[1]

| 新 田 郡    | 阿左美村 | 明治22年4月1日 新田郡 笠懸村           | 明治22年4月1日 新田郡 笠懸村         | 明治22年4月1日 新田郡 笠懸村         | 明治22年4月1日 新田郡 笠懸村   | 平成2年4月1日町制 新田郡 笠懸町 | 平成18年3月27日 市制 みどり市 |
| 新 田 郡    | 鹿村     | 明治22年4月1日 新田郡 笠懸村           | 明治22年4月1日 新田郡 笠懸村         | 明治22年4月1日 新田郡 笠懸村         | 明治22年4月1日 新田郡 笠懸村   | 平成2年4月1日町制 新田郡 笠懸町 | 平成18年3月27日 市制 みどり市 |
| 新 田 郡    | 久宮村   | 明治22年4月1日 新田郡 笠懸村           | 明治22年4月1日 新田郡 笠懸村         | 明治22年4月1日 新田郡 笠懸村         | 明治22年4月1日 新田郡 笠懸村   | 平成2年4月1日町制 新田郡 笠懸町 | 平成18年3月27日 市制 みどり市 |
| 新 田 郡    | 西鹿田村 | 明治22年4月1日 新田郡 笠懸村           | 明治22年4月1日 新田郡 笠懸村         | 明治22年4月1日 新田郡 笠懸村         | 明治22年4月1日 新田郡 笠懸村   | 平成2年4月1日町制 新田郡 笠懸町 | 平成18年3月27日 市制 みどり市 |
| 山 田 郡    | 大間々村 | 明治22年4月1日 町制 山田郡 大間々町    | 明治22年4月1日 町制 山田郡 大間々町  | 昭和29年10月1日 山田郡 大間々町      | 昭和33年2月1日 山田郡 大間々町 | 昭和33年2月1日 山田郡 大間々町  | 平成18年3月27日 市制 みどり市 |
| 山 田 郡    | 桐原村   | 明治22年4月1日 町制 山田郡 大間々町    | 明治22年4月1日 町制 山田郡 大間々町  | 昭和29年10月1日 山田郡 大間々町      | 昭和33年2月1日 山田郡 大間々町 | 昭和33年2月1日 山田郡 大間々町  | 平成18年3月27日 市制 みどり市 |
| 山 田 郡    | 高津戸村 | 明治22年4月1日 山田郡 川内町の一部     | 明治22年4月1日 山田郡 川内町の一部   | 昭和29年10月1日 山田郡 大間々町      | 昭和33年2月1日 山田郡 大間々町 | 昭和33年2月1日 山田郡 大間々町  | 平成18年3月27日 市制 みどり市 |
| 山 田 郡    | 福岡村   | 明治22年4月1日 山田郡 福岡村           | 明治22年4月1日 山田郡 福岡村         | 昭和29年10月1日 山田郡 大間々町      | 昭和33年2月1日 山田郡 大間々町 | 昭和33年2月1日 山田郡 大間々町  | 平成18年3月27日 市制 みどり市 |
| 山 田 郡    | 浅原村   | 明治22年4月1日 山田郡 福岡村           | 明治22年4月1日 山田郡 福岡村         | 昭和29年10月1日 山田郡 大間々町      | 昭和33年2月1日 山田郡 大間々町 | 昭和33年2月1日 山田郡 大間々町  | 平成18年3月27日 市制 みどり市 |
| 山 田 郡    | 塩原村   | 明治22年4月1日 山田郡 福岡村           | 明治22年4月1日 山田郡 福岡村         | 昭和29年10月1日 山田郡 大間々町      | 昭和33年2月1日 山田郡 大間々町 | 昭和33年2月1日 山田郡 大間々町  | 平成18年3月27日 市制 みどり市 |
| 山 田 郡    | 小平村   | 明治22年4月1日 山田郡 福岡村           | 明治22年4月1日 山田郡 福岡村         | 昭和29年10月1日 山田郡 大間々町      | 昭和33年2月1日 山田郡 大間々町 | 昭和33年2月1日 山田郡 大間々町  | 平成18年3月27日 市制 みどり市 |
| 山 田 郡    | 長尾根村 | 明治22年4月1日 山田郡 福岡村           | 明治22年4月1日 山田郡 福岡村         | 昭和29年10月1日 山田郡 大間々町      | 昭和33年2月1日 山田郡 大間々町 | 昭和33年2月1日 山田郡 大間々町  | 平成18年3月27日 市制 みどり市 |
| 南 勢 多 郡 | 上神梅村 | 明治22年4月1日 南勢多郡 黒保根村の一部 | 明治29年4月1日 勢多郡 黒保根村の一部 | 明治29年4月1日 勢多郡 黒保根村の一部 | 昭和33年2月1日 山田郡 大間々町 | 昭和33年2月1日 山田郡 大間々町  | 平成18年3月27日 市制 みどり市 |
| 南 勢 多 郡 | 下神梅村 | 明治22年4月1日 南勢多郡 黒保根村の一部 | 明治29年4月1日 勢多郡 黒保根村の一部 | 明治29年4月1日 勢多郡 黒保根村の一部 | 昭和33年2月1日 山田郡 大間々町 | 昭和33年2月1日 山田郡 大間々町  | 平成18年3月27日 市制 みどり市 |
| 南 勢 多 郡 | 塩沢村   | 明治22年4月1日 南勢多郡 黒保根村の一部 | 明治29年4月1日 勢多郡 黒保根村の一部 | 明治29年4月1日 勢多郡 黒保根村の一部 | 昭和33年2月1日 山田郡 大間々町 | 昭和33年2月1日 山田郡 大間々町  | 平成18年3月27日 市制 みどり市 |
| 南 勢 多 郡 | 花輪村   | 明治22年4月1日 南勢多郡 東村           | 明治29年4月1日 勢多郡 東村           | 明治29年4月1日 勢多郡 東村           | 明治29年4月1日 勢多郡 東村     | 明治29年4月1日 勢多郡 東村      | 平成18年3月27日 市制 みどり市 |
| 南 勢 多 郡 | 荻原村   | 明治22年4月1日 南勢多郡 東村           | 明治29年4月1日 勢多郡 東村           | 明治29年4月1日 勢多郡 東村           | 明治29年4月1日 勢多郡 東村     | 明治29年4月1日 勢多郡 東村      | 平成18年3月27日 市制 みどり市 |
| 南 勢 多 郡 | 小夜戸村 | 明治22年4月1日 南勢多郡 東村           | 明治29年4月1日 勢多郡 東村           | 明治29年4月1日 勢多郡 東村           | 明治29年4月1日 勢多郡 東村     | 明治29年4月1日 勢多郡 東村      | 平成18年3月27日 市制 みどり市 |
| 南 勢 多 郡 | 小中村   | 明治22年4月1日 南勢多郡 東村           | 明治29年4月1日 勢多郡 東村           | 明治29年4月1日 勢多郡 東村           | 明治29年4月1日 勢多郡 東村     | 明治29年4月1日 勢多郡 東村      | 平成18年3月27日 市制 みどり市 |
| 南 勢 多 郡 | 神戸村   | 明治22年4月1日 南勢多郡 東村           | 明治29年4月1日 勢多郡 東村           | 明治29年4月1日 勢多郡 東村           | 明治29年4月1日 勢多郡 東村     | 明治29年4月1日 勢多郡 東村      | 平成18年3月27日 市制 みどり市 |
| 南 勢 多 郡 | 座間村   | 明治22年4月1日 南勢多郡 東村           | 明治29年4月1日 勢多郡 東村           | 明治29年4月1日 勢多郡 東村           | 明治29年4月1日 勢多郡 東村     | 明治29年4月1日 勢多郡 東村      | 平成18年3月27日 市制 みどり市 |
| 南 勢 多 郡 | 草木村   | 明治22年4月1日 南勢多郡 東村           | 明治29年4月1日 勢多郡 東村           | 明治29年4月1日 勢多郡 東村           | 明治29年4月1日 勢多郡 東村     | 明治29年4月1日 勢多郡 東村      | 平成18年3月27日 市制 みどり市 |
| 南 勢 多 郡 | 沢入村   | 明治22年4月1日 南勢多郡 東村           | 明治29年4月1日 勢多郡 東村           | 明治29年4月1日 勢多郡 東村           | 明治29年4月1日 勢多郡 東村     | 明治29年4月1日 勢多郡 東村      | 平成18年3月27日 市制 みどり市 |

## 行政
歴代市長
| 代     | 氏名     | 就任日        | 退任日        |
| ------ | -------- | ------------- | ------------- |
| 初-3代 | 石原条   | 2006年4月23日 | 2018年4月22日 |
| 4代    | 須藤昭男 | 2018年4月23日 | 現職          |

### 市役所
みどり市役所は「分庁方式」をとっており、3庁舎と1支所に分かれている。対外上は笠懸庁舎を本庁としている。分庁方式により、業務が繁雑になっていることから、大間々庁舎を本庁とする「本庁方式」への変更が検討されている。
- 笠懸庁舎（笠懸町鹿2952）
  - 政策企画部、総務部、市民部、健康福祉部、会計局など
- 大間々庁舎（大間々町大間々1511）
  - 議会事務局、監査委員事務局、農業委員会事務局、産業観光部、都市建設部、大間々市民生活課など
- 東支所（東町花輪205-2）
  - 東市民生活課など
- 教育庁舎（大間々町大間々235-6）
  - 教育部など

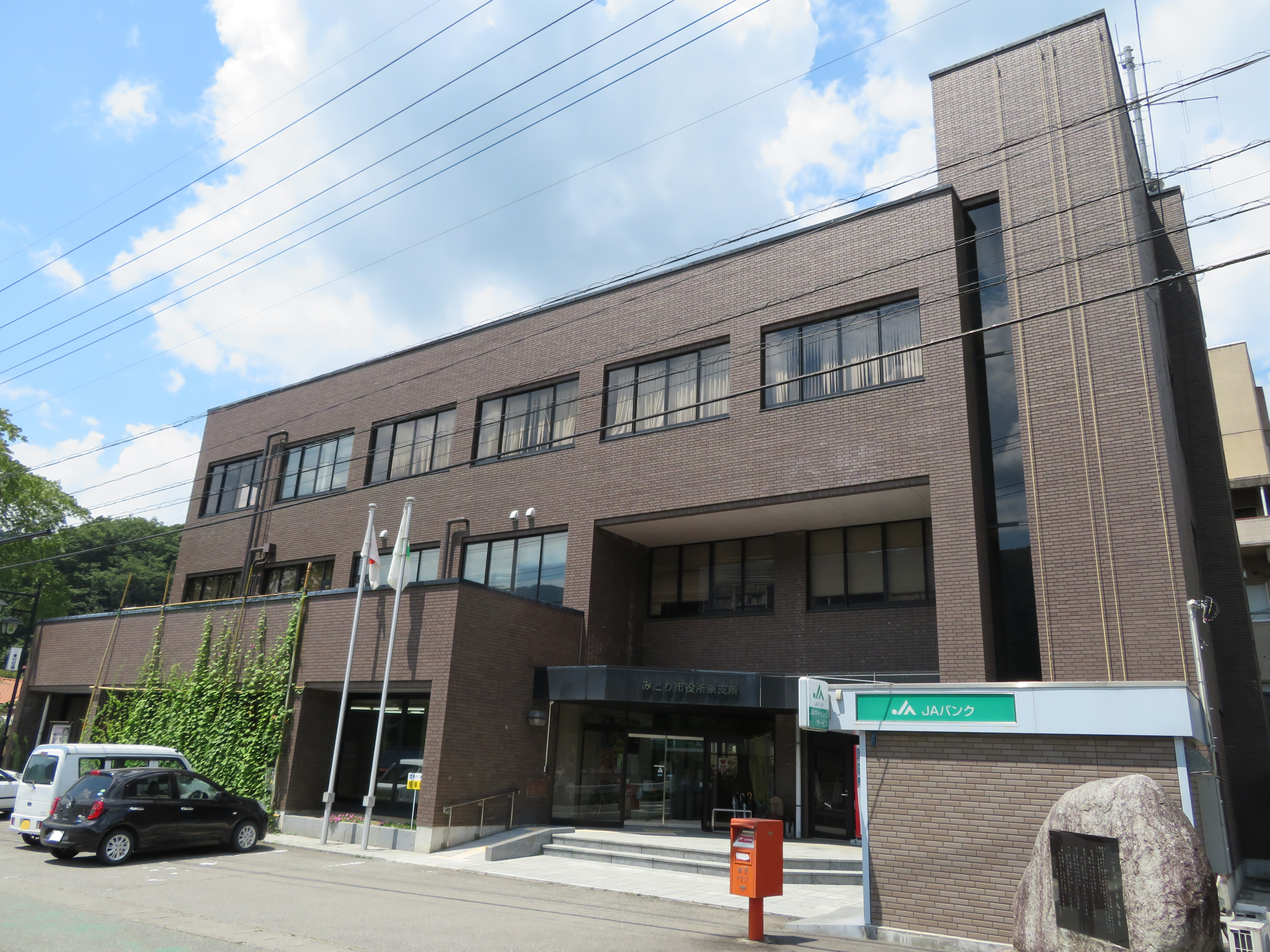
東支所庁舎（旧東村役場）

### 警察署
- 桐生警察署（桐生市清瀬町）
  - 笠懸町交番（笠懸町阿左美）
  - 大間々分庁舎（旧・大間々警察署、大間々町桐原）
  - 赤城駅前交番（大間々町大間々）
  - 浅原駐在所（大間々町浅原）
  - 花輪駐在所（東町花輪）
  - 沢入駐在所（東町沢入）

### 消防署
消防業務は、桐生市に委託している。
- 桐生市消防本部（桐生市元宿町13-38）
  - 桐生みどり消防署（笠懸町阿左美1912-6）
    - 大間々新里分署（大間々町桐原247）
    - 黒保根東分署（東町荻原188）

### 公営競技
公営競技
- BOAT RACE桐生（笠懸町阿左美2887）

### 住所表記
- 旧笠懸町と旧大間々町はかつての郡名部分が「みどり市」に置き換えられている。
  - 新田郡笠懸町大字阿左美→みどり市笠懸町阿左美
  - 山田郡大間々町大字大間々→みどり市大間々町大間々
- 旧勢多郡東村は村から町に変更され、その後に旧大字名が付く。
  - 勢多郡東村大字草木→みどり市東町草木

※また、全域で「大字」の字句を削除されている。

## 立法

### 市議会
- 定数：18

### 県議会
- 選挙区：みどり市選挙区
- 定数：1名
- 任期：2023年（令和5年）4月30日 - 2027年（令和9年）4月29日[2]

| 議員名     | 会派名     | 備考 |
| ---------- | ---------- | ---- |
| 丹羽あゆみ | 自由民主党 |      |

### 衆議院
- 任期 ： 2024年（令和6年）10月27日 - 2028年（令和10年）10月26日（「第50回衆議院議員総選挙」参照）

| 選挙区                                            | 議員名   | 党派名     | 当選回数 | 備考   |
| ------------------------------------------------- | -------- | ---------- | -------- | ------ |
| 群馬県第2区（みどり市、桐生市、伊勢崎市、佐波郡） | 井野俊郎 | 自由民主党 | 5        | 選挙区 |

## 経済・産業
みどり市の特産品としては、トマトやナスなどが挙げられる。また、市内で製造された優れた商品や工芸品に対し、「みどり市ブランド」の商品として市が認証している。
就業人口（人）（2005年）
26,382
年間商品販売額（百万円）（2004年）
106,079　
製造品出荷額（百万円）（2004年）
99,896
農業産出額（千万円）（2005年）
527 （群馬県内12市中第3位）
農家数（戸）（2005年）
1,171　
データ出典：みどり市|統計

### 商業

#### 流通・小売施設
- ショッピングモール・スーパーマーケット
  - Aコープ 笠懸店（笠懸町鹿）
  - ベイシア 大間々店（大間々町大間々）
  - とりせん 大間々店（大間々町大間々）
  - フジマート 大間々店（大間々町桐原）
  - トライアル　笠懸店（笠懸町鹿）
  - 大間々ショッピングセンターさくらもーる・カスミ 大間々店（大間々町大間々）
  - やましろや かさかけ店（笠懸町阿左美）
  - アクロスプラザ笠懸・フレッセイ笠懸店（笠懸町阿左美）
  - ツルヤみどり店（笠懸町鹿）
  - フォルテ桐生市場・ベルクフォルテ桐生市場店（笠懸町阿左美）
- ホームセンター
  - セキチュー 大間々店（大間々町大間々）
  - カインズ 笠懸店（笠懸町阿左美）
  - コメリ 大間々店（大間々町桐原）
- 家電量販店
  - ヤマダデンキ 家電住まいる館YAMADAみどり店（笠懸町阿左美）
  - ケーズデンキ みどり店（笠懸町阿左美）
- 書店
  - 星彦書店（大間々町大間々）
  - くまざわ書店 大間々店（大間々町大間々）
  - 文真堂書店 大間々店（大間々町大間々）、阿左美店（笠懸町阿左美）

#### 金融
- 群馬銀行 笠懸支店、大間々支店
- 足利銀行 桐生市場支店
- 桐生信用金庫 みどり支店、笠懸支店、久宮支店、大間々支店
- しののめ信用金庫 大間々支店
- あかぎ信用組合　笠懸支店
- ぐんまみらい信用組合　大間々支店
- 新田みどり農業協同組合

#### 企業
市内に本社を置く主な企業
- 赤城観光自動車（陸運業）（大間々町大間々）
- 星野物産（食料品）（大間々町大間々）
- わたらせ渓谷鐵道（陸運業）（大間々町大間々）

#### その他
- 小夜戸衛星通信所 - NTTドコモの衛星電話（ワイドスター）地上局（東町小夜戸）

## 姉妹都市・提携都市
なし
- 平成23年10月10日までは埼玉県鳩ヶ谷市との姉妹都市であったが、同市が川口市へ吸収合併されたことにより消滅。

毎年、市が主催する中学生海外派遣事業でオーストラリアクイーンズランド州モートンベイ郡にあるイートンズヒルステートスクールに25名を派遣している。上記学校はみどり市からの派遣生しか受け入れをしていない。
なお、群馬県内では桐生市と災害時相互応援協定、桐生市を含む両毛六市（足利市、佐野市、太田市、館林市、桐生市）と大規模災害時等の相互応援協定を結んでいる。県外では山形県高畠町、栃木県日光市、埼玉県八潮市、茨城県水戸市と災害時相互応援協定を結んでいる。

## 交通

### 鉄道
- 東日本旅客鉄道（JR東日本）
  - ■両毛線：岩宿駅
- 東武鉄道
  - ■桐生線：赤城駅 - （桐生市） - 阿左美駅
- わたらせ渓谷鐵道
  - ■わたらせ渓谷線：大間々駅 - 上神梅駅 - （桐生市） - 花輪駅 - 中野駅 - 小中駅 - 神戸駅 - 沢入駅
- 上毛電気鉄道
  - ■上毛線：赤城駅

岩宿駅がJTB時刻表において中心駅と記載されている。

### バス

#### 路線バス
赤城観光自動車が、神戸駅を中心に東町内のほぼ全域を網羅する形で5つの路線バス網を持つ。
- 小中線
- 二区集会所線
- 花輪線
- 沢入春場見線
- 美術館循環線

上記以外に、市営のコミュニティバスとして「大間々・笠懸路線バス」の実証実験運行が2023年1月より実施されている。

#### デマンド交通
みどり市は、「電話でバス」というデマンドバスを運行している。大間々・笠懸地区を主な運行エリアとし、2016年（平成28年）6月現在で226ヵ所の停留所が存在する。事前に予約センターへ電話予約することで利用できる。市内に路線を持つバス事業者に運行を委託し運営されている。

### 道路
- 市内には高速道路がなく、最寄りのインターチェンジは北関東自動車道の太田藪塚インターチェンジ（太田市）である。
- 市内を走る国道
  - 国道50号
  - 国道122号：道の駅富弘美術館
  - 国道353号

- 市内を走る県道（主要地方道）
  - 群馬県道3号前橋大間々桐生線
  - 群馬県道62号沼田大間々線
  - 群馬県道68号桐生伊勢崎線
  - 群馬県道69号大間々世良田線
  - 群馬県道70号大間々上白井線
  - 群馬県道73号伊勢崎大間々線
  - 群馬県道78号太田大間々線
- 市内を走る県道（一般県道）
  - 群馬県道257号根利八木原大間々線
  - 群馬県道268号船笹神戸停車場線
  - 群馬県道291号境木島大間々線
  - 群馬県道333号上神梅大胡線
  - 群馬県道334号小平塩原線
  - 群馬県道335号梨木上神梅停車場線
  - 群馬県道338号駒形大間々線
  - 群馬県道340号如来堂大間々線
  - 群馬県道343号沢入桐生線
  - 群馬県道344号阿左美桐生線
  - 群馬県道345号花輪水沼線
  - 群馬県道346号岩宿停車場線
  - 群馬県道348号大間々停車場線
  - 群馬県道349号花輪停車場線
  - 群馬県道352号笠懸赤堀今井線

## 通信

### 市外局番
- 市の全域が「0277」（桐生MA）である。
  - 笠懸地域：「76、77」
  - 大間々地域：「72、73」
  - 東地域：「95〜97」（※桐生市黒保根地域と共同で使用。)

### 郵便番号
- 笠懸地域は「379-231X」（藪塚本町郵便局）
  - 下2桁以外は太田市薮塚本町地域と同じである。（太田市藪塚本町地域は「379-230X」）
- 大間々地域は「376-01XX」であり、下2桁以外は桐生市新里地区、黒保根地区と同じである。
  - 大間々地域は「376-010X〜376-011X」（大間々郵便局）
- 東地域は「376ｰ030X」（大間々郵便局）である。

## 教育・文化・スポーツ

### 教育

#### 大学・短期大学
- 桐生大学
- 桐生大学短期大学部

#### 高等学校
- 群馬県立大間々高等学校

#### 中学校
- みどり市立笠懸中学校
- みどり市立笠懸南中学校
- みどり市立大間々中学校
- みどり市立大間々東中学校

#### 小学校
- みどり市立笠懸小学校
- みどり市立笠懸東小学校
- みどり市立笠懸北小学校
- みどり市立笠懸西小学校

- みどり市立大間々北小学校
- みどり市立大間々南小学校
- みどり市立大間々東小学校

#### 義務教育学校
- みどり市立あずま小中学校（2022年4月にみどり市立あずま小学校とみどり市立東中学校を統合）[10]

#### 特別支援学校
- 群馬県立渡良瀬特別支援学校

#### 幼稚園
- 阿左美幼稚園（笠懸町阿左美）
- マイトリー学園大間々南幼稚園（大間々町大間々）

#### 保育園・認定こども園
- みどりのもり（笠懸町鹿）
- みどりのかぜ（笠懸町阿左美）
- けやき保育園（笠懸町鹿）
- 笠懸いずみ保育園（笠懸町阿左美）
- 笠懸いずみ第二こども園（笠懸町久宮）

- たけのこ保育園（笠懸町西鹿田）
- 赤城保育園（大間々町桐原）
- 大間々保育園（大間々町大間々）
- 二葉保育園（大間々町大間々）
- ちえのみ保育園（東町花輪）

#### 図書館
- みどり市立図書館
  - 笠懸図書館
  - 大間々図書館
  - 東公民館図書室

### 文化

#### 文化施設
美術館
- 富弘美術館

博物館・記念館・資料館・交流館
- 岩宿博物館
- 大間々博物館（コノドント館）
- 童謡ふるさと館
- 旧花輪小学校記念館
- 西鹿田中島遺跡史跡公園
- 福岡記念館
- 多世代交流館（旧みどり市立福岡西小学校）

劇場・ホール
- 笠懸野文化ホール（グンエイホールPAL）
- ながめ余興場

#### 市が主催する賞
- 岩宿文化賞 - みどり市が主催し、読売新聞社が後援する賞。岩宿遺跡の発見・発掘を記念し、1992年に創設された。

### スポーツ

#### スポーツ施設
体育館
- 桐生大学グリーンアリーナ（みどり市民体育館）
- 東運動公園社会体育館

球場
- 東運動公園野球場

グラウンド
- 笠懸グラウンド
- 西鹿田グラウンド
- 大間々グラウンド
- 桐原グラウンド
- 神梅グラウンド

ボルダリング施設
- みどり市ボルダリング施設（旧東中学校体育館）

## 名所・旧跡・観光スポット・祭事・催事

### 名所・旧跡・観光スポット
- 岩宿遺跡
- ながめ公園
- 高津戸峡
- はねたき橋
- 小平の里
- 浅原体験村
- 貴船神社
- 小中大滝・けさかけ橋
- 大間々神明宮
- 塔ノ沢の石造釈迦涅槃像（寝釈迦）

### 祭事・催事
- 大間々祇園まつり（8月1〜3日）
- 草木湖まつり
- 笠懸まつり
- 草木湖マラソン
- カタクリさくらまつり
- ひまわりの花畑まつり
- 関東菊花大会

## 出身著名人・ゆかりのある人物

### 出身著名人
- 茂木宏美 - 女性プロゴルファー

#### 旧勢多郡東村
- 石原和三郎 - 作詞家、童謡「うさぎとかめ」作詞者。
- 今泉嘉一郎 - 元衆議院議員、日本鋼管創設者。
- おーはしるい - 漫画家。
- 高瀬正仁 - 九州大学大学院数理学研究院准教授。
- 星野富弘 - 詩人・画家。

#### 旧山田郡大間々町
- アンカンミンカン - お笑いコンビ。
- 岩崎利彦 - ハードル選手。
- 近藤英一郎 - 参議院議員、第35代群馬県議会議長。
- 須永和男 - ASEAN政府代表部特命全権大使、防衛省防衛政策局次長。
- 長谷川四郎 (政治家) - 元衆議院議員、建設大臣、農林大臣、衆議院副議長。
- 林眞未 - 女性バスケットボール選手。
- 松島良一 - 空手家、極真会館 松島道場代表。

#### 旧新田郡笠懸町
- 小倉唯 - 声優、歌手。
- 木村寅太郎 - 元衆議院議員。
- 三遊亭圓太 - 落語家。

### ゆかりの著名人
- 岩沢正作 - 博物学者、赤城の主。
- 相沢忠洋 - 考古学者、岩宿遺跡を発見。旧・笠懸村名誉村民。